# Кикова махала
Кикова махала или Кайкули (на гръцки: Κρημνός, Кримнос, до 1927 година, Καϊκούλη, Кайкули) е обезлюдено село в Република Гърция, разположено на територията на дем Бук, област Източна Македония и Тракия.

## География
Кикова махала се намира в Родопите, близо до Буково.

## История
Селото в началото на XX век е помашко. След Междусъюзническата война в 1913 година селото попада в Гърция. Според гръцката статистика от 1920 година селото има 27 жители.
През 1923 година жителите на Кикова махала са изселени в Турция по силата на Лозанския договор. В селото са заселени няколко семейства гърци бежанци, които обаче скоро го напускат. В 1927 година името на селото е сменено от Кайкули на Кримнос.
| Година    | 1913 | 1920 | 1928 | 1940 | 1951 | 1961 | 1971 | 1981 | 1991 | 2001 | 2011 | 2021 |
| --------- | ---- | ---- | ---- | ---- | ---- | ---- | ---- | ---- | ---- | ---- | ---- | ---- |
| Население |      | 27   |      |      |      |      |      |      |      |      |      |      |